# Kleine Rakisberg
De Kleine Rakisberg, Zweeds Pikku Rakisvaara, Samisch: Rágesváras, is een berg in het noorden van Zweden. De berg ligt in de gemeente Kiruna ten noorden van het Rakismeer. De Vuomarivier begint op de oostelijke helling van de Kleine Rakisberg en stroomt naar het zuiden. De Kleine Rakisberg is geen deel van de Rakisberg, die meer naar het zuiden ligt.